# Afrikai száguldó sikló
Az afrikai száguldó sikló (Psammophis sibilans) a hüllők (Reptilia) osztályába a kígyók (Serpentes) alrendjébe és a siklófélék (Colubridae) családjába tartozó faj.

## Előfordulása
Csaknem egész Afrikában honos és több színváltozata is létezik.
A faj szerepel a Természetvédelmi Világszövetség Vörös Listáján. IUCN. (Hozzáférés: 2011. augusztus 17.)